# Cukrići
 Cukrići   (olaszul: Zuccari) falu Horvátországban, Isztria megyében. Közigazgatásilag Svetvinčenathoz tartozik.

## Fekvése
Az Isztria délkeleti részén, Pólától 20 km-re északra, községközpontjától 9 km-re délre a Vodnjan-Svetvinčenat úttól nyugatra fekszik.

## Története
A falunak 1880-ban 89, 1910-ben 144 lakosa volt. Az első világháború után Olaszországhoz került. Az Isztria az 1943-as olasz kapituláció után szabadult meg az olasz uralomtól. A második világháború után Jugoszlávia, majd Jugoszlávia felbomlása után 1991-ben a független Horvátország része lett. 2011-ben a falunak 154 lakosa volt. Lakói mezőgazdasággal és állattartással foglalkoznak.

## Lakosság
| Lakosság változása | Lakosság változása | Lakosság változása | Lakosság változása | Lakosság változása | Lakosság változása | Lakosság változása | Lakosság változása | Lakosság változása | Lakosság változása | Lakosság változása | Lakosság változása | Lakosság változása | Lakosság változása | Lakosság változása | Lakosság változása |
| ------------------ | ------------------ | ------------------ | ------------------ | ------------------ | ------------------ | ------------------ | ------------------ | ------------------ | ------------------ | ------------------ | ------------------ | ------------------ | ------------------ | ------------------ | ------------------ |
| 1857               | 1869               | 1880               | 1890               | 1900               | 1910               | 1921               | 1931               | 1948               | 1953               | 1961               | 1971               | 1981               | 1991               | 2001               | 2011               |
| 0                  | 0                  | 89                 | 78                 | 136                | 144                | 0                  | 0                  | 242                | 223                | 209                | 159                | 107                | 129                | 140                | 154                |

## Nevezetességei
Szent Kvirin tiszteletére szentelt kápolnája egyhajós épület 1629-ből származó tágas előcsarnokkal. A kápolna a 8. század végén vagy a 9. század elején egy kora román háromhajós bazilika főhajója fölé épült. A kora román templomból a szentély maradványai maradtak fenn, amelyek három apszissal zárultak. Közülük a  nagyobb középső apszist lizénákkal erősítették meg, a kisebb oldalsók pedig patkó alakúak. Jól láthatók az északi és a déli körítőfalak is, a magasban pedig láthatók a boltívek (patkó alakú ívek a négyszögletes keresztmetszetű oszlopokon), amelyek elválasztották a templom hajóit, de mára beépültek a kápolna oldalfalai közé. A régi diadalívet a barokk kápolna homlokzati falába illesztették. Az ókeresztény és a román kor előtti korszakból származó kődomborművek sok töredékét is megtalálták ezen a helyen.